# Cologne, Minnesota
Cologne är en ort i Carver County i delstaten Minnesota, USA.